# Ogcocephalidae
Az Ogcocephalidae a csontos halak (Osteichthyes) főosztályának sugarasúszójú halak (Actinopterygii) osztályába, ezen belül a horgászhalalakúak (Lophiiformes) rendjébe tartozó család.

## Rendszertani besorolása
Az Ogcocephalidae csoport az Ogcocephalioidea öregcsalád egyetlen családja.

## Előfordulásuk
Az Ogcocephalidae-fajok elterjedési területe az Atlanti-, az Indiai- és a Csendes-óceán nyugati része. Többségük mélytengeri, fenéklakó hal, azonban az újvilági fajok között, olyanok is vannak, amelyek a vízfelszínhez közel, vagy akár folyótorkolatokban élnek.

## Megjelenésük
Ezek a halak lapított testűek; kerek, háromszög alakú vagy dobozszerű fejjel; farkuk kicsi. A legnagyobbak körülbelül 50 centiméter hosszúak. A fejük tetején, az egyik hátúszóból „csali” alakult ki, melyekkel a zsákmányokat vonzzák magukhoz. A „csalikat” a fejen levő mélyedésekbe képesek behúzni. Az Ogcocephalidae-fajok esetében a „csali” nem fénylik, hanem kémiai anyagokat bocsát ki, amelyek „elbűvölik” a zsákmányt.

## Életmódjuk
Az Ogcocephalidae-fajok 200-1000 méteres mélységekben élnek. Táplálékuk halak, rákok és soksertéjűek.

## Rendszerezés
A családba az alábbi 10 nem és 78 faj tartozik:
- Coelophrys Brauer, 1902 - 7 faj
- Dibranchus Peters, 1876 - 14 faj
- Halicmetus Alcock, 1891 - 3 faj
- Halieutaea Valenciennes in Cuvier & Valenciennes, 1837 - 9 faj
- Halieutichthys Poey in Gill, 1863 - 4 faj[3]
- Halieutopsis Garman, 1899 - 10 faj
- Malthopsis Alcock, 1891 - 13 faj
- Ogcocephalus G. Fischer, 1813 - 13 faj
- Solocisquama Bradbury, 1999 - 3 faj
- Zalieutes Jordan & Evermann, 1896 - 2 faj

### Fordítás
- Ez a szócikk részben vagy egészben  az   Ogcocephalidae című angol Wikipédia-szócikk ezen változatának fordításán alapul.  Az eredeti cikk szerkesztőit annak laptörténete sorolja fel. Ez a jelzés csupán a megfogalmazás eredetét és a szerzői jogokat jelzi, nem szolgál a cikkben szereplő információk forrásmegjelöléseként.